# Maurice Venezia
Maurice Venezia, noto anche come Morris Venezia (Salonicco, 25 febbraio 1921 – Palm Springs, 2 settembre 2013), è stato un partigiano e superstite dell'Olocausto greco naturalizzato italiano, è uno dei pochi superstiti dei sonderkommando ed ha potuto fornire una testimonianza diretta sulle camere a gas.
È il fratello di Shlomo Venezia, con cui ha condiviso l’esperienza del lager; dalla fine della seconda guerra mondiale si è trasferito in California

## Biografia
Gli avi di Maurice, ebrei sefarditi, nel 1492 furono espulsi dalla Spagna (con il Decreto di Alhambra) e viaggiarono in Europa prima di stabilirsi definitivamente nella Macedonia greca, all'epoca sottoposta all'Impero ottomano. Nel periodo di permanenza nella Repubblica di Venezia, assunsero il cognome Venezia e la cittadinanza italiana.
A Salonicco la famiglia, di modeste condizioni economiche, faceva parte della comunità italiana di religione ebraica e i figli frequentavano la scuola italiana di Salonicco, che aveva tutti gli elementi tipici della scuola fascista. Il padre, Isacco Venezia, barbiere, era partito volontario nella prima guerra mondiale nelle Forze armate italiane. Per queste prerogative, morto il padre, Maurice fu inviato a studiare in Italia gratuitamente, in un istituto tecnico a Milano, con l'intervento del Consolato italiano di Salonicco; la famiglia (composta dalla madre Doudoun (Angela), dal fratello Shlomo, e dalle piccole Rachele, Marika, Marta) sopravvisse a Salonicco grazie all'aiuto di parenti.
A causa dell'introduzione delle leggi razziali fasciste, Maurice fu espulso dall'Italia, non potendo terminare gli studi, e rimandato in Grecia. Nel 1940, dopo la dichiarazione di guerra dell'Italia e la successiva invasione della Grecia, la polizia greca cominciò ad arrestare i maschi di nazionalità italiana, anche per il bombardamento di Salonicco (3 novembre 1940) da parte delle Forze armate italiane; tutti gli italiani (anche non ebrei) furono catturati, compreso Maurice, e trattenuti in un palazzo al centro della città; furono poi trasferiti nei pressi di Atene e furono liberati all'arrivo dell'Esercito italiano.
Con l’arrivo successivo delle truppe tedesche (che occuparono la parte settentrionale della Grecia), agli italiani di Salonicco fu consentito di scegliere se essere portati in Italia (in Sicilia) o ad Atene; la famiglia Venezia rimase nei pressi di Atene, come sfollati.
Dopo l'armistizio dell'8 settembre 1943, venuto meno il Comando italiano, gli sfollati finirono sotto il controllo tedesco
Maurice e Shlomo si unirono ai partigiani greci, pur restando ad Atene. Col passare dei mesi, il controllo dei Tedeschi sugli ebrei greci divenne sempre più pressante, con deportazioni e con l’introduzione dell’obbligo di firma settimanale alla Comunità ebraica; una volta, alla fine di marzo del 1944, tutti gli ebrei presentatisi per la firma vennero trattenuti sul posto e poi condotti in un carcere di Atene (Haidari), per poi essere deportati in massa al campo di concentramento di Auschwitz.

## Sonderkommando
Maurice, con il fratello Shlomo e i cugini Dario e Jakob Gabbai, giunse ad Auschwitz l’11 aprile 1944.
All'arrivo al campo, i più giovani e vigorosi e coloro che avevano dichiarato di avere determinate abilità, furono inseriti dalle SS nel sonderkommando. Shlomo e Maurice Venezia avevano dichiarato di essere barbieri e furono presi, insieme ad un gruppo di circa ottanta giovani; finirono in blocchi diversi, e successivamente lavorarono insieme nel campo.
I Sonderkommando erano composti da gruppi di internati ebrei adibiti all'orribile compito di svuotare le camere a gas al termine della gassazione, di rasare le vittime e di portare i corpi nei forni crematori.